# Cora Witherspoon
Pour les articles homonymes, voir Witherspoon.
Cora Witherspoon est une actrice américaine, née à La Nouvelle-Orléans (Louisiane) le 5 janvier 1890, morte à Las Cruces (Nouveau-Mexique) le 17 novembre 1957.

## Biographie
En 1910, elle débute au théâtre à Broadway, où elle joue souvent jusqu'en 1946, dans des pièces et une comédie musicale.
Au cinéma, elle participe à cinquante-deux films américains de 1931 à 1954. Elle apparaît également dans trois séries télévisées en 1950 et 1954.

## Filmographie partielle
- 1931 : Tarnished Lady de George Cukor
- 1931 : L'Ange de la nuit (Night Angel) d'Edmund Goulding
- 1931 : Peach-O-Reno de William A. Seiter
- 1932 : Ladies of the Jury de Lowell Sherman
- 1934 : Midnight de Chester Erskine
- 1934 : Mushrooms de Ralph Staub
- 1934 : Gambling de Rowland V. Lee
- 1934 : A Peach of a Pair de Lloyd French
- 1935 : The Amateur Husband d'Al Christie
- 1936 : Une fine mouche (Libeled Lady) de Jack Conway
- 1936 : Jim l'excentrique (Piccadilly Jim) de Robert Z. Leonard
- 1937 : Madame X (titre original) de Sam Wood
- 1937 : Pour un baiser (Quality Street) de George Stevens
- 1937 : Dangerous Number de Richard Thorpe
- 1937 : Sur l'avenue (On the Avenue) de Roy Del Ruth
- 1937 : Valet de cœur (Personal Property) de W. S. Van Dyke
- 1937 : Beg, Borrow or Steal de Wilhelm Thiele
- 1938 : He Couldn't Say No de Lewis Seiler
- 1938 : Port of Seven Seas de James Whale
- 1938 : Le Professeur Schnock (Professor Beware) d'Elliott Nugent
- 1938 : Nanette a trois amours (Three Loves Has Nancy) de Richard Thorpe
- 1938 : La Vie en rose (Just around the Corner) d'Irving Cummings
- 1938 : Vacation from Love (en) de George Fitzmaurice
- 1938 : Marie-Antoinette (Marie Antoinette) de W. S. Van Dyke : la comtesse de Noailles
- 1939 : Victoire sur la nuit (Dark Victory) de Edmund Goulding
- 1939 : Woman Doctor de Sidney Salkow
- 1939 : Les Conquérants (Dodge City) de Michael Curtiz
- 1939 : Femmes (The Women) de George Cukor
- 1939 : The Flying Irishman de Leigh Jason
- 1939 : For Love or Money d'Albert S. Rogell
- 1940 : Mines de rien (The Bank Dick) d'Edward F. Cline
- 1940 : Tanya l'aventurière (I Was an Adventuress) de 	Gregory Ratoff
- 1941 : Honeymoon for Three de Lloyd Bacon
- 1945 : Over 21 de Charles Vidor
- 1945 : Notre cher amour (This Love of Ours) de William Dieterle
- 1945 : She Wouldn't Say Yes d'Alexander Hall
- 1946 : Colonel Effingham's Raid d'Irving Pichel
- 1946 : L'Esclave du souvenir (Young Widow) d'Edwin L. Marin
- 1946 : She wrote the Book de Charles Lamont
- 1946 : Je vous ai toujours aimé (I'd always loved you) de Frank Borzage
- 1951 : La Mère du marié (The Mating Season) de Mitchell Leisen
- 1952 : Catch conjugal (The First Time) de Frank Tashlin
- 1952 : Pour vous, mon amour (Just for You) d'Elliott Nugent
- 1954 : Une femme qui s'affiche (It should happen to you) de George Cukor

## Théâtre (à Broadway)
Pièces, sauf mention contraire
- 1910-1911 : The Concert (Das Konzert) de Hermann Bahr, adaptation de Leo Ditrichstein
- 1913 : Pour vivre heureux (The Temperamental Journey) d'André Rivoire et Yves Mirande, adaptation de Leo Ditrichstein
- 1914-1915 : Daddy Long Legs de Jean Webster, avec Ruth Chatterton, Charles Trowbridge, Charles Waldron
- 1915-1916 : The Great Lover de Leo Ditrichstein, Frederic et Fanny Hatton
- 1918 : Three Faces East d'Anthony Paul Kelly
- 1918 : The Matinee Hero de Leo Ditrichstein et A. E. Thomas, avec Mary Boland
- 1918 : Daddy Long Legs pré-citée, reprise
- 1919 : She would and she did de Mark Reed, mise en scène de John Cromwell, avec Edward Arnold, J. Cromwell
- 1921-1922 : Lilies of the Fields de William J. Hurlbut, avec Mary Philips, Alison Skipworth
- 1922-1923 : The Awful Truth d'Arthur Richman, avec Ina Claire, Paul Harvey, Raymond Walburn (adaptée au cinéma en 1937)
- 1924-1925 : Grounds for Divorce d'après Ernest Vajda, adaptation de Guy Bolton, avec Ina Claire, Philip Merivale, Georges Renavent
- 1925 : The Fall of Eve (en) de John Emerson et Anita Loos, avec Ruth Gordon
- 1926 : Hush Money d'Alfred G. Jackson et Mann Page
- 1926-1927 : The Constant Wife de William Somerset Maugham, avec Ethel Barrymore, Walter Kingsford, C. Aubrey Smith, Verree Teasdale
- 1928 : Olympia de Ferenc Molnár, adaptation de Sidney Howard, avec Fay Compton, Laura Hope Crews, Ian Hunter
- 1929 : Precious de James Forbes, avec Verree Teasdale
- 1930 : Waterloo Bridge de Robert Emmet Sherwood (adaptée au cinéma en 1931 et en 1940)
- 1931 : Philip goes Forth de George Kelly, avec Madge Evans, Thurston Hall
- 1931 : Le Train du monde (The Way of the World) de William Congreve, avec Fay Bainter, Ernest Cossart, Walter Hampden, Gene et Kathleen Lockhart, Selena Royle
- 1932 : Jewell Robery d'après László Fodor, adaptation de Bertram Bolch, avec Basil Sydney
- 1932 : La Dame aux camélias (Camille) d'après Alexandre Dumas fils, adaptation de Robert Edmond Jones, Delos et Edna Chappell, avec Lillian Gish, Frederick Worlock
- 1933 : Forsaking all others d'Edward Roberts et Frank Cavett, mise en scène de Thomas Mitchell, avec Tallulah Bankhead, Barbara O'Neil
- 1933 : Shooting Star de Noel Pierce et Bernard C. Schoenfeld, avec Walter Baldwin, Henry O'Neill, Lee Patrick
- 1933-1934 : Jezebel d'Owen Davis, avec Joseph Cotten, Miriam Hopkins, Frederick Worlock (adaptée au cinéma en 1938)
- 1934 : Mackerel Skies de John Haggart, avec Violet Kemble-Cooper, Tom Powers, Charles Trowbridge
- 1934 : Jigsaw de Dawn Powell, avec Spring Byington, Charles Richman, Ernest Truex, Helen Westley
- 1934-1935 : Say when, comédie musicale, musique de Ray Henderson, lyrics de Ted Koehler, livret de Jack McGowan, orchestrations de Conrad Salinger, costumes de Charles Le Maire, avec Bob Hope
- 1935 : It's you I want de Maurice Braddell, adaptation de George Bradshaw, mise en scène de Forrest C. Haring et Joshua Logan
- 1935 : De Luxe de Louis Bromfield et John Gearon, production et mise en scène de Chester Erskine, avec Melvyn Douglas
- 1935 : A Touch of Brimstone de Leonora Kaghan et Anita Philips, mise en scène de Frank Craven, avec Mary Philips, Roland Young
- 1941 : All Men are Alike de Vernon Sylvaine, avec Lilian Bond
- 1942-1943 : The Willow and I de Donald Blackwell, avec Barbara O'Neil, Gregory Peck, Martha Scott
- 1944 : Ramshackle Inn de George Batson, avec Zasu Pitts, Richard Rober
- 1946 : The Front Page de Ben Hecht et Charles MacArthur, avec Jack Arnold